# Die Marx Brothers im Zirkus
Die Marx Brothers im Zirkus (Originaltitel: At the Circus) war der neunte Film mit den Marx Brothers Groucho, Chico und Harpo. Gedreht und veröffentlicht wurde er im Jahr 1939.

## Handlung
Der Zirkus von Jeff Wilson steht kurz vor der Pleite, denn seine reiche Tante Susan Dukesbury, die ihn bislang unterstützt hat, hat den Geldhahn zugedreht. Zudem hat er bei seinem zwielichtigen Partner John Carter 10.000 Dollar Schulden. Nun werden ihm im Auftrag von Carter diese 10.000 Dollar von Goliath und dem Professor gestohlen. Wilsons Mitarbeiter Antonio Pirelli und Punchy beauftragen Rechtsanwalt J. Cheever Loophole mit der Suche nach dem Geld. Nach seinen Versuchen, aus Goliath oder dem Professor ein Geständnis herauszulocken, reist er ab in Richtung Mrs. Dukesbury. Dort gelingt es ihm, den zu einer Feier eingeladenen Jardinet aufzuhalten, so dass Jeff Wilson kommen und bei dieser Feier mit seinem Zirkus auftreten kann. Carter versucht alles, um den Auftritt zu verhindern, unter anderem lässt er den Gorilla frei. Doch schließlich gelingt es Jeff, sich mit seiner Tante zu versöhnen und endlich seine geliebte Julie zu heiraten.

## Berühmte Szenen
Zu den klassische Szenen gehören:
- Das Verhör des Professors: Am Tatort wird von Punchy ein Zigarrenstummel gefunden. Nun versuchen Loophole und Antonio den kleinwüchsigen Professor Atom dazu zu bewegen, ihnen eine Zigarre zu überlassen, damit sie beweisen können, dass er den Überfall begangen hat. Allerdings weiß Loophole nicht, dass Antonio ein regelrechtes Zigarrenlager in seiner Tasche hat und gerne bereit ist, sie ihm zu geben.
- Die Jagd des Gorillas: Carter lässt bei der Vorstellung bei Mrs. Dukesbury den Gorilla frei, der alle in Panik versetzt. Loophole, Antonio und Punchy versuchen ihn einzufangen. Schließlich hängen die drei mit Carter und Mrs. Dukesbury zusammen am Trapez und der Gorilla wendet sich Carter zu, um ihm das Geld abzunehmen.
- Grouchos Lied über Lydia the Tattooed Lady mit dem berühmten Text von E. Y. Harburg.

## Kritik
Die zeitgenössischen Kritiken zu Die Marx Brothers im Zirkus fielen nicht so positiv aus wie die zu den früheren Filmen der Marx Brothers. So schrieb Frank S. Nugent in der New York Times, dass man leider berichten müsse, dass dieser Film eine eher „entmutigte Imitation von früheren Marx-Erfolgen“ sei.
Das Lexikon des internationalen Films schrieb: „Turbulente Komödie mit gelungenen Musik-Einlagen, die trotz erkennbaren Vorwandcharakters der Handlung und gelegentlicher Temposchwächen überwiegend erfrischende und anarchisch-freche Unterhaltung bietet.“

Cinema urteilte, der Film biete „Slapstick, Musikakrobatik und Wortwitz en masse“ und zeige die „Anarcho-Clowns voll in ihrem Element“.